# Jüdischer Friedhof (Krzepice)
Koordinaten: 50° 57′ 41,4″ N, 18° 42′ 24,5″ O

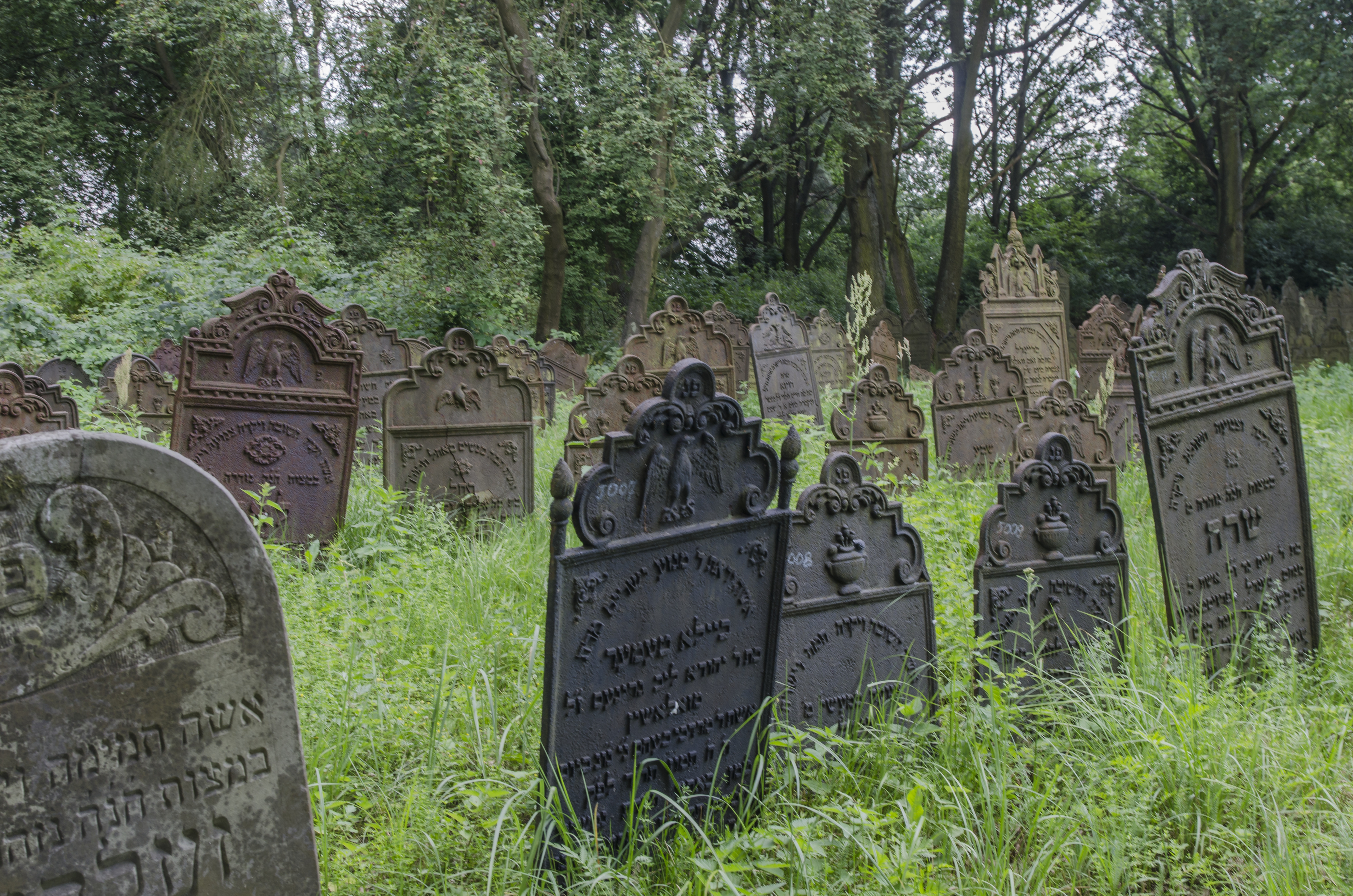
Jüdischer Friedhof in Krzepice

Der Jüdische Friedhof in Krzepice (deutsch Krippitz), einer polnischen Stadt in der Woiwodschaft Schlesien, wurde in der ersten Hälfte des 18. Jahrhunderts angelegt. Der 1,4 Hektar große jüdische Friedhof mit heute noch circa 670 sichtbaren Gräbern ist ein geschütztes Kulturdenkmal.
Auf dem Friedhof sind circa 400 aus Metall gefertigte Grabtafeln erhalten, die in dieser Anzahl in Europa nur sehr selten anzutreffen sind.  